# NightCaster II: Equinox
NightCaster II: Equinox est un jeu vidéo de type action-RPG développé par Team Schadenfreude et édité par Jaleco, sorti en 2002 sur Xbox.
Il fait suite à NightCaster.

## Accueil
- AllGame : 2/5[1]
- GameSpot : 1,9/10[2]